# Неско Милованович
Неско Милованович (серб. Нешко Миловановић / болг. Нешко Милованович; нар. 4 грудня 1974, Чачак, СР Сербія, СФР Югославія) — сербський футболіст та тренер, виступав на позиції нападника. Головний тренер нижчолігового сербського клубу «Слівінскі Герой».
Народився в Сербії, але на початку 2000-х років отримав болгарське громадянство.

## Клубна кар'єра
Народився в сербському місті Чачак. Вихованець академії «Бораца» (Чачак), за першу команду якої дебютував 1995 року. У 1996 році переїхав до США, до 1997 року виступав за «Балтімор Бласт» (індор). Потім повернувся до Сербії, виступав за «Раднички 1923», де протягом двох років став одним із провідних гравців клубу, завдяки чому привернув до себе увагу грандів сербського футболу. Невдовзі перейшов до «Обилича» (Белград).
У 1999 році перебрався до представника елітного дивізіону болгарського чемпіонату «Беласиця» (Петрич). Провів пам'ятний матч у листопаді 2009 року з командою «Беласиця» проти ПФК ЦСКА (Софія), забивши обидва м'ячі у ворота господарів із Петрича (2:0). У 2000 році перейшов до софійського «Левські». З клубом виграв два титули чемпіона Болгарії, а також Кубок Болгарії 2000 року.
У 2001 році перейшов до китайського клубу «Шанхай Шеньхуа». Після перегляду його вперше побачив Гаджі Гаджієв, а в 2002 році перебрався в оренду до «Санфречче Хіросіма». Оскільки Неско часто грав егоїстично та не знаходив спільної мови з партнерами по команді, почав повступово отримувати менше ігрової практики. Після переходу до клубу Томислава Ерцега квота на легіонерів була переповнена (інші легіонери — Мішель Пансе та Туліо й у вересні того ж року Милованович за лишив команду. У тому ж році повернувся до Болгарії і приєднався до «Локомотива» (Пловдив). У сезоні 2003/04 років допоміг пловдивському колективу виграти чемпіонат Болгарії.
У 2004 році повернувся до «Раднички» (Крагуєваць) з третього дивізіону Сербії і Чорногорії та допоміг команді вийти до другого дивізіону в тому ж сезоні. З червня 2005 року грав за грецький «Олімпіакос» (Волос) протягом одного сезону, а з липня 2007 року й до середини сезону — за клуб першого дивізіону Мальти «Сліма Вондерерс». У січні 2008 року повернувся до «Бораца» (Чачак) з Першої ліги Сербії, а в лютому того ж року перейшов до «Радничок» (Ниш), який боровся за збереження місця в Другій лізі Сербії, але за підсумками плей-оф вилетів до третього дивізіону.
Футбольну кар'єру завершив 2009 року у футболці «Слободи» (Чачак).

## Кар'єра тренера
Тренував клуби «Младост» (Лучані), «Слога» (Кралєво), «Радник» (Сурдулиця) (два періоди), «Раднички» (Крагуєвац) та «Нові Пазар».
8 лютого 2019 року знову призначений головним тренером «Нові Пазар». Залишив займану посаду за згодою сторін 11 квітня 2019 року.

## Особисте життя
Син, Васільє Велько Милованович, також професіональний футболіст.

## Досягнення
«Левські» (Софія)
- Перша професіональна футбольна ліга
  -  Чемпіон (2): 1999/2000, 2000/01

- Кубок Болгарії
  -  Володар (1): 2000

«Локомотив» (Пловдив)
- Перша професіональна футбольна ліга
  -  Чемпіон (1): 2003/04